# José Pedro Varela (Uruguay)
José Pedro Varela è un comune dell'Uruguay, situato nel Dipartimento di Lavalleja.
Il paese deve il suo nome a quello del politico e sociologo José Pedro Varela.